# Antonio Elenetti
Antonio Elenetti ou Antonio Lenetti  (né à Vérone en 1694 ou 1696 et mort dans la même ville le 14 juin 1767) est un peintre italien de la fin du baroque, actif à Vérone.

## Biographie
Antonio Elenetti s'est formé auprès de Simone Brentana à Vérone.

## Œuvres
- Saint Antoine de Padoue, retable, église d'Ogni Santi à Vérone.
- Saints Fermo et Rustico et Vierge à l'Enfant, retables, chapelle Saint Bernardo, église San Fermo Maggiore, Vérone.
- La Prédication de saint Pierre d'Alcantara, huile sur toile, 1737, villa Torri, Vérone.